# Beatriz de Baden
Beatriz de Baden (em alemão:  Beatrix; 22 de janeiro de 1492 — 4 de abril de 1535) foi marquesa de Baden por nascimento e condessa do Palatinado-Simmern pelo seu casamento com João II do Palatinado-Simmern.

## Família
Beatriz foi a quinta filha e décima quarta criança nascida do marquês Cristóvão I de Baden e de Otília de Katzenelnbogen. Os seus avós paternos eram Carlos I de Baden e Catarina da Áustria. Os seus avós maternos eram Filipe II de Katzenelnbogen e Otília de Nassau-Dillenburg.
Ela teve treze irmãos mais velhos, entre eles: Jaime, arcebispo de Tréveris; marquês Bernardo III, marido de Francisca de Luxemburgo; marquês Filipe I, governador de Luxemburgo de 1519 a 1520, marido de Isabel do Palatinado; Ernesto de Baden-Durlach, foi casado três vezes; Sibila, esposa do conde Filipe I de Hanau-Lichtenberg, etc.

## Biografia
Aos quatorze anos de idade, Beatriz casou-se com o conde João II, de dezesseis, no dia 22 de maio de 1506, na cidade alemã de Trarbach, hoje no estado da Renânia-Palatinado. Ele era filho de João I do Palatinado-Simmern e de Joana de Nassau-Sarbruque.
O casal teve doze filhos, oito meninas e quatro meninos.
A marquesa Beatriz faleceu em 4 de abril de 1535, aos 43 anos de idade. Ela foi sepultada na Catedral de Santo Estêvão, em Simmern.
Seu viúvo casou-se com Maria Jacobina de Oettingen, mas não teve mais filhos.

## Descendência
- Catarina do Palatinado-Simmern (27 de março de 1510 – 22 de março de 1572), freira no Mosteiro Marienberg, em Boppard, e mais tarde, abadessa de Kumd;
- Joana do Palatinado-Simmern (1 de julho de 1512 – 2 de fevereiro de 1581), abadessa no Mosteiro Marienberg, em 1576;
- Otília do Palatinado-Simmern (24 de novembro de 1513 – 6 de setembro de 1553), freira no Mosteiro Marienberg;
- Frederico III, Eleitor Palatino (14 de fevereiro de 1515 – 26 de outubro de 1576), foi primeiro casado com Maria de Brandemburgo-Kulmbach, com quem teve onze filhos, e depois foi marido de Amália de Neuenahr, mas não teve mais filhos;
- Brígida do Palatinado-Simmern(18 de agosto de 1516 – 30 de abril de 1562), abadessa em Neuburgo do Danúbio, em 1552;
- Jorge do Palatinado-Simmern-Sponheim (20 de fevereiro de 1518 – 17 de maio de 1569), cânon na Catedral de Bamberg, em 1540, quando sucedeu a seu irmão, Frederico. Foi marido de Isabel de Hesse, com quem teve um filho. Com sua amante, Isabel de Rosenfeld, teve dois filhos ilegítimos;
- Isabel do Palatinado-Simmern (13 de fevereiro de 1520 – 18 de fevereiro de 1564), foi a esposa do conde Jorge II de Erbach;
- Ricardo do Palatinado-Simmern-Sponheim (25 de julho de 1521 – 13/14 de janeiro de 1598), bispo de Strasbourg em 1569, quando sucedeu a seu irmão, Jorge, como conde. Foi casado três vezes: sua primeira esposa foi Juliana de Wied, com quem teve quatro filhos, depois foi casado com Emília de Württemberg, e por último, foi marido de Ana Margarida do Palatinado-Veldenz;
- Maria do Palatinado-Simmern (29 de abril de 1524 – 29 de maio de 1576), freira no Mosteiro Marienberg;
- Guilherme do Palatinado-Simmern (24 de julho de 1526 – 9 de março de 1527);
- Sabina do Palatinado-Simmern (13 de junho de 1528 – 19 de junho de 1578), esposa do conde Lamoral de Egmont. Sem descendência;
- Helena do Palatinado-Simmern (13 de junho de 1532 – 5 de fevereiro de 1579), casada com o conde Filipe III de Hanau-Münzenberg, com quem teve cinco filhos.